# Masaki Aiba

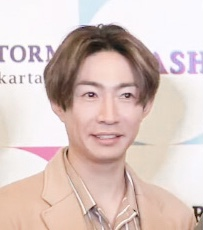
Masaki Aiba, 2019

Masaki Aiba (jap. 相葉 雅紀, Aiba Masaki; * 24. Dezember 1982 in Chiba, Präfektur Chiba), auch Aiba-chan (相葉ちゃん) genannt, ist japanischer Sänger und Schauspieler. Er ist Mitglied in der japanischen J-Pop-Gruppe Arashi. Aiba hat schon in einigen Fernsehserien und Filmen mitgespielt. Er hat früher Saxophon gespielt, darf dies aber nicht mehr, da er wegen eines kollabierten Lungenflügels operiert werden musste.

## Filmografie

### Fernsehserien
- 1997: Bokura no Yuki (NTV)
- 1998: Shōnen-tachi (NHK)
- 1999: P.P.O.I. (NTV)
- 2001: Mukodono! (Fuji TV)
- 2003: Yoiko no Mikata (NTV)
- 2003: Yankee Bokou ni Kaeru (TBS)
- 2006: Triple Kitchen (TBS)
- 2006: Kuitan SP (NTV)
- 2009: My Girl (TV Asahi)
- 2010: Saigo no Yakusoku (Fuji TV)

### Filme
- 2002: Pika*nchi Life is Hard Dakedo Happy
- 2004: Pika**nchi Life is Hard Dakara Happy
- 2007: Kiiroi Namida